# Oncicola dimorpha
Oncicola dimorpha är en hakmaskart som beskrevs av Meyer 1931. Oncicola dimorpha ingår i släktet Oncicola och familjen Oligacanthorhynchidae. Inga underarter finns listade i Catalogue of Life.